# Luttenbach-près-Munster (železniční zastávka)
Luttenbach-près-Munster je francouzská železniční zastávka nacházející se v obci Luttenbach-près-Munster v departementu Haut-Rhin v regionu Grand Est. Stanice se nachází v kilometru 19,686 trati z Colmaru do Metzeralu v nadmořské výšce 403 m n. m.